# Antifriz
Antifriz (anti- + engl. freeze: smrznuti) je tekućina za snižavanje ledišta rashladne tekućine, upotrebljava se u uređajima koji rade pri niskim temperaturama, npr. automobilskim motorima.

## Odlike antifriza
Tekućine koje se upotrebljavaju u svojstvu antifriza odlikuju se visokom specifičnom toplinom, dobrom provodljivošću topline (da bi efekt hlađenja bio zadovoljavajući), niskom temperaturom smrzavanja (da bi motor mogao raditi na niskim temperaturama), visokom temperaturom vrenja, niskim stupnjem pjenjenja, potrebnim fluiditetom (za nesmetano protjecanje) i da su nekorozivni.

## Povijest upotrebe
Dok su se ranije kao antifriz upotrebljavale uglavnom smjese alkohola i vode, ili vodene otopine anorganskih i organskih soli, kao i derivati nafte (koji se destiliraju na oko 210 – 260 °C), danas se pod antifrizom podrazumijevaju uglavnom smjese etilen-glikola i vode poboljšane inhibitorima korozije (trietanolamin, trikrezilfosfat i dr.). Naime protokom vremena mnoge smjese i otopine prestali su se upotrebljavati zbog negativnih svojstava (npr. otopine organskih i anorganskih soli veoma korodivno djeluju na metale; naftenski antifriz imaju nizak stupanj provodljivosti topline; smjese vode i jednovalentnih alkohola nisku temperaturu ključanja, i sl.), a zadržane su jedino smjese etilenglikola i vode.

## Ponašanje različitih vrsta antifriza
Premda se voda ledi na 0 °C, a etilenglikol na oko -12 °C, njihovim mješanjem u različitim odnosima dobivaju se antifrizi s temperaturama ledišta od 0 °C do -75 °C. Smjese drugačijih odnosa komponenata počinju se smrzavati, odnosno izlučivati kristale leda ili etilenglikola na višim temperaturama, a na temperaturi ispod -75 °C etilenglikolni antifrizi se smrzava i prelazi u čvrsto stanje.
| Voda | Metanol | Etanol | Izopropanol | Glicerin | Etilen-glikol | Temperatura ledišta |
| ---- | ------- | ------ | ----------- | -------- | ------------- | ------------------- |
| 20%  | —       | 80%    | —           | —        | —             | -67 °C              |
| 30%  | —       | —      | 70%         | —        | —             | -26 °C              |
| 40%  | —       | —      | —           | 20%      | 40%           | -40 °C              |
| 50%  | 50%     | —      | —           | —        | —             | -43 °C              |
| 60%  | 60%     | —      | 24%         | —        | —             | -25 °C              |
| 70%  | —       | —      | —           | —        | 30%           | -15 °C              |
| 80%  | —       | —      | —           | 20%      | —             | -4,8 °C             |

Na radnim temperaturama iz antifriza uglavnom isparava voda (etilen-glikol vrije na oko 190 °C), te se povremenim dodavanjem vode uspostavlja približno isti odnos komponenata, odnosno približno ista temperatura ledišta. Kontrola odnosa komponenata i podešavanje točke ledišta vrši se hidrometrom. Da bi se onemogućilo prelijevanje anifriza na radnim temperaturama, zapremina uređaja za hlađenje puni se do 92 – 94%. Etilenglikolni anifriz je otrovan.

## Upotreba u vojne svrhe
Za sprečavanje trovanja antifriz se boja (tijekom Drugog svjetskog rata, npr. u Crvenoj armiji antrifrizi su bojani svijetlo-žuto, u američkoj zeleno, a u britanskoj svijetlo-crveno) ili se na ambalažu stavlja oznaka Antifriz-otrov. U oružanim snagama antifriz se upotrebljava po posebnim propisima kojima se regulra čuvanje, manipulacija i upotreba, kao i obuka ljudstva u rukovanju i zaštiti. Antifriz je veoma stabilan proizvod i u normalnim uvjetima skladištenja može se čuvati više godina. Etilenglikolni antifriz se isporučuje pod imenom Preston, Glysantin, Frizantal i sl., bilo kao već napravljena smjesa za određene temperature, ili kao produkti kojima se prije upotrebe dodaje određen postotak vode za željenu temperaturu. U vojsci se za antifrize propisuju tehnički uvjeti, a nose posebne vojne oznake (GG-1, GA i sl.). 
| Frizantal (%)            | 40  | 50  | 60  | 70  | 80  |
| Voda (%)                 | 60  | 50  | 40  | 30  | 20  |
| Temperatura ledišta (°C) | -18 | -25 | -35 | -45 | -65 |